# 의료폐기물

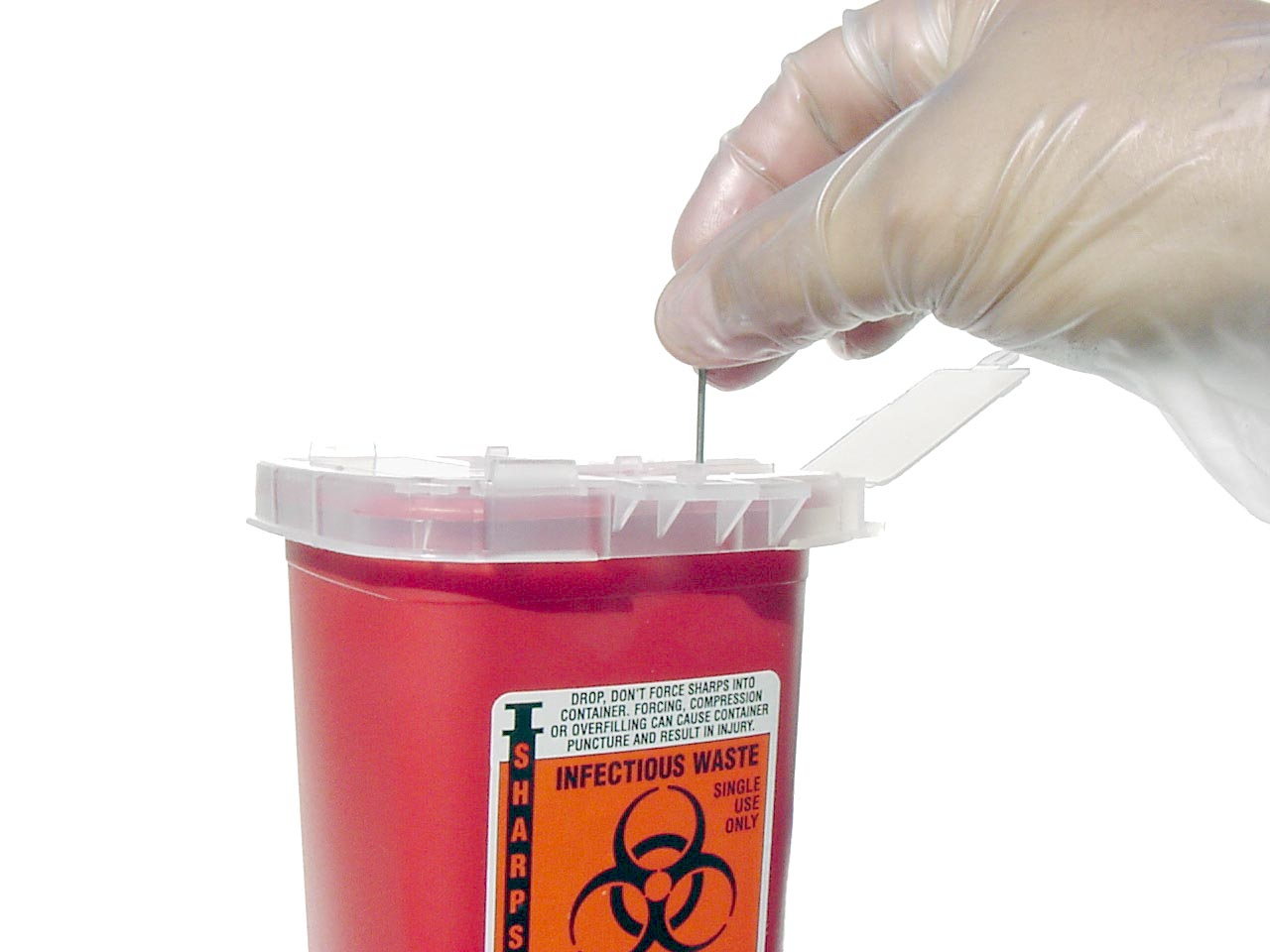

의료폐기물(Biomedical waste, hospital waste)은 감염(또는 잠재적으로 감염)물질이 포함된 폐기물의 일종이다.
시각적으로 의료 또는 연구실이 기원이 되는 것으로 보이는 의료폐기물 세대, 주로 환경 배출 제한을 받는 생물 분자나 생물을 포함하는 연구폐기물과 관련된 폐기물을 포함할 수도 있다. 버려지는 날카로운 물질들은 피로 오염되었을 가능성, 그리고 적절하게 폐기되지 않을 경우 상해를 입힐 가능성 때문에 오염 여부에 관계 없이 의료폐기물로 간주된다. 의료폐기물은 유기성폐기물의 일종이다.
의료폐기물은 고체이거나 액체일 수 있다. 감염성폐기물의 예로는 버려진 혈액, 날카로운 물건, 원치 않는 생물 배양체, 식별 가능한 신체 부위(절단의 결과물 포함), 기타 인간 또는 동물 조직, 사용한 붕대, 버려진 장갑, 기타 혈액과 체액이 접촉된 의료공급품, 또 위에 기술된 특징을 보이는 연구폐기물이 포함된다. 폐기된 날카로운 물건에는 잠재적으로 오염되고 사용된(및 사용되지 않고 폐기된) 바늘, 메스, 란셋, 그리고 피부를 관통할 수 있는 기타 기구들이 포함된다.